# Lockwitzbach
Der Lockwitzbach ist ein Mittelgebirgsbach im sächsischen unteren Osterzgebirge und linker Nebenfluss der oberen Elbe.
Beim Eintritt des Lockwitzbachs in den Dresdner Stadtteil Lockwitz überspannt die 2002 bis 2005 erbaute, 64 Meter hohe Lockwitztalbrücke das Lockwitztal auf mehr als 700 Metern.

## Name
Lockwitzbach als Wort ist an Lockwitz angelehnt und verweist auf sich selbst: Lockwitz wurde als „Lucawicz“ erstmals erwähnt. „Luca“ (vgl. sorb. łuka, tschech. louka für Wiese oder Wiesengrund) bedeutet in etwa Wiesenbach, Lockwitz daher „Dorf am Wiesenbach“.
Im oberen Wasserlauf wird er gelegentlich Grimmsches Wasser genannt. Dieser Name nimmt auf den Ort Reinhardtsgrimma Bezug und der Bach behält ihn bis zur Einmündung des Hirschbachs südöstlich des Wilischs.

## Verlauf

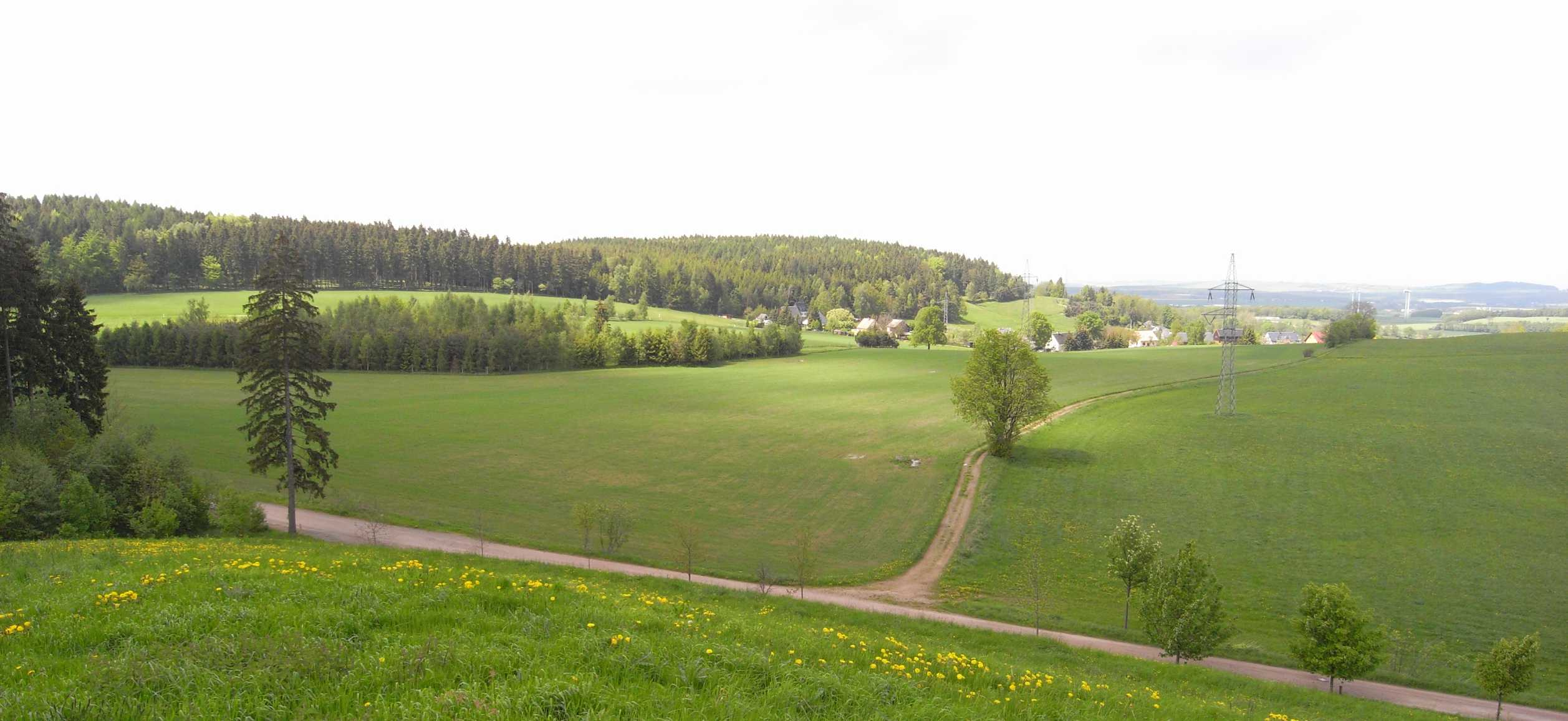
Das Quellgebiet oberhalb von Oberfrauendorf

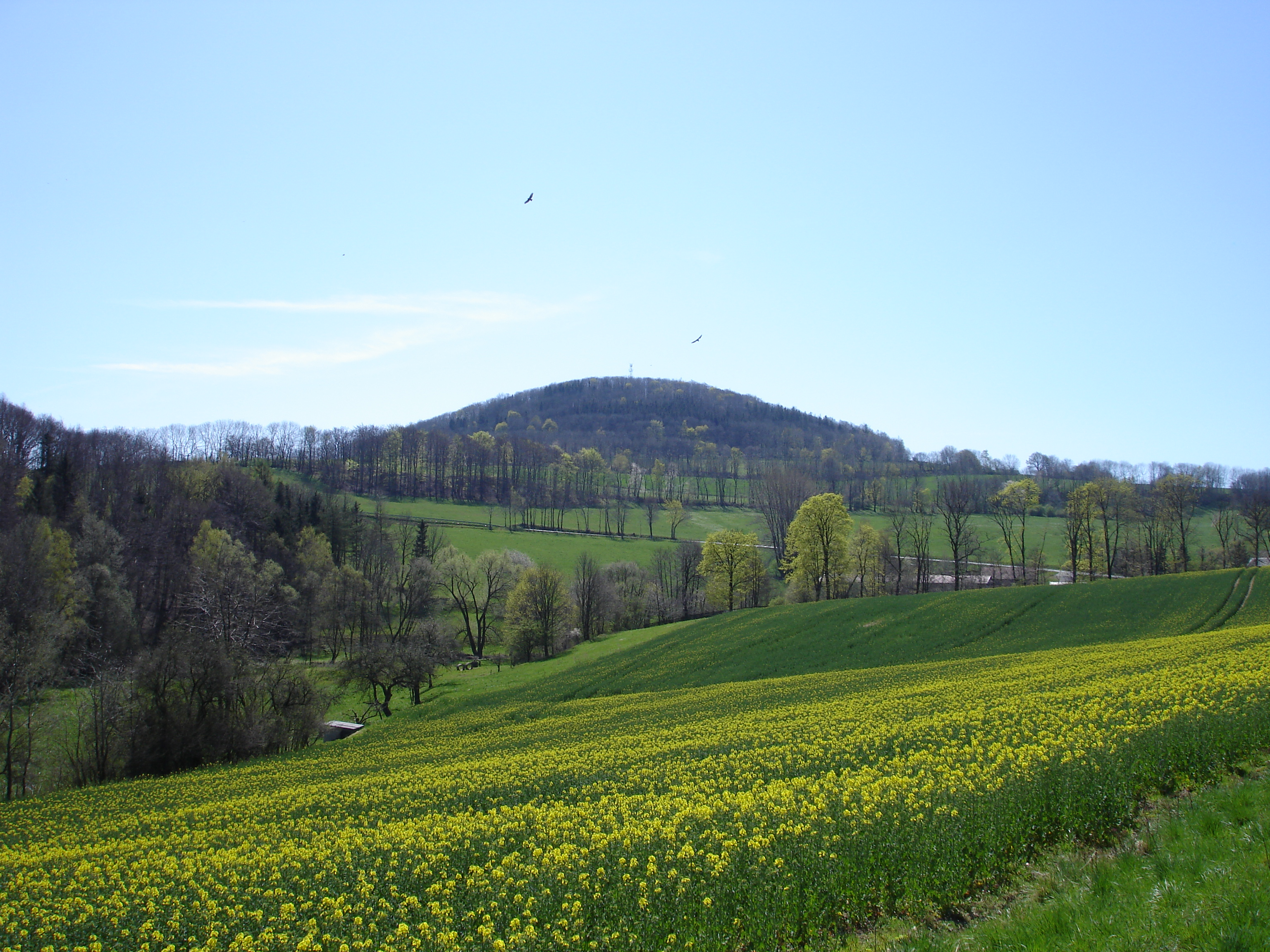
Lockwitzbachtal unterhalb des Luchbergs

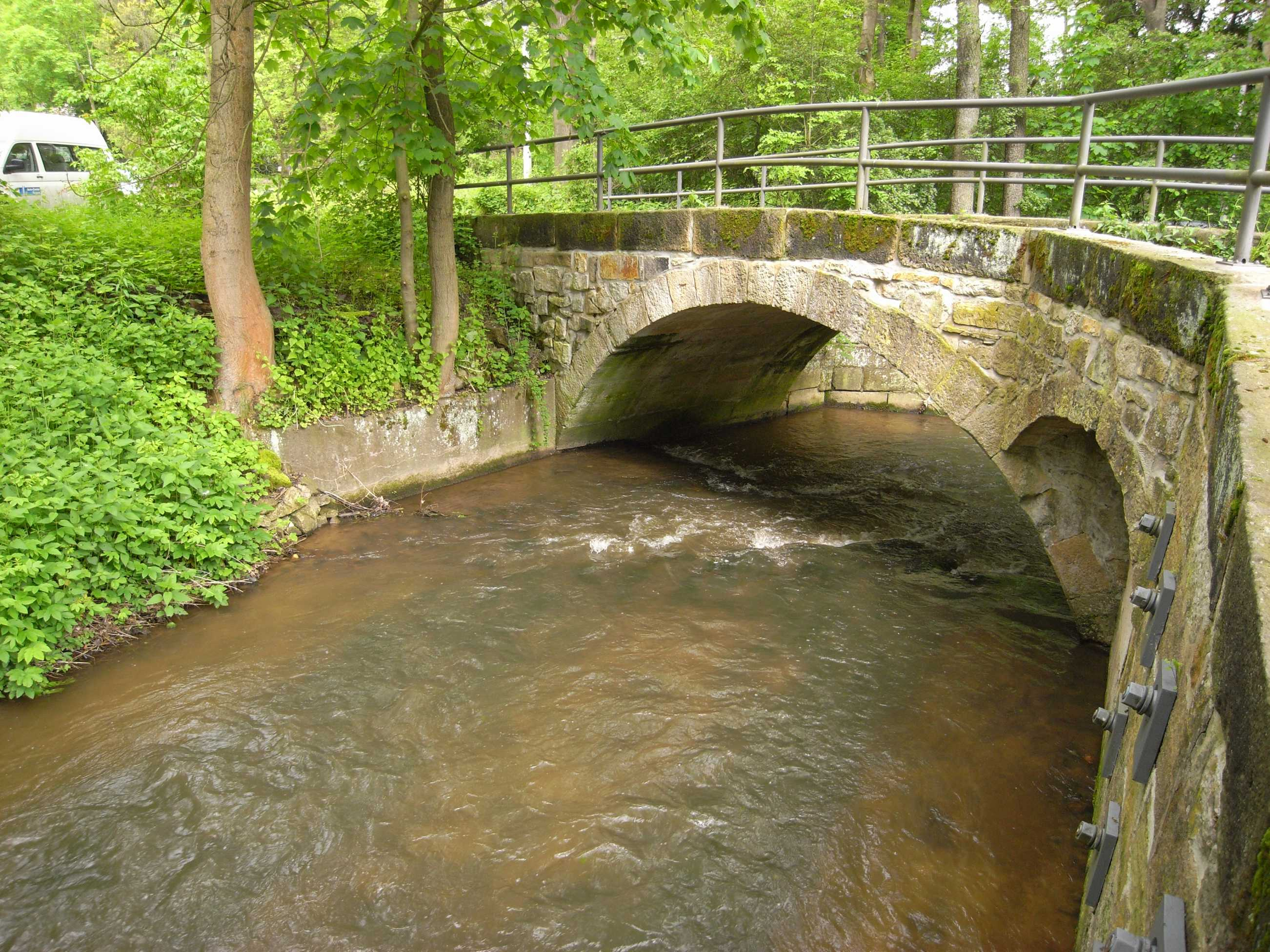
Alte Brücke unweit des Borthener Grundes

Er entspringt in einem bei 560 m ü. NN liegenden Quellgebiet oberhalb von Oberfrauendorf mit dem Gewässernamen Grimmsches Wasser.
Auf dem 20 km langen Weg Richtung Norden durchbricht der Bach zweimal niedrigere Höhenzüge. Dies sind:
- der Wilischgrund, Durchbruchstal durch die Karsdorfer Störung oberhalb von Lungkwitz
- der Lockwitzgrund, ein Engtalabschnitt am Südrand der Elbtalsenke unterhalb von Burgstädtel. Hier verlässt er den Bereich des Kreischaer Beckens, schneidet metamorphe Gesteine des von Südost nach Nordwest auslaufenden Elbtalschiefergebirges an und hat am südlichen Ortsausgang von Lockwitz im Bereich der ehemaligen Saftkelterei Emil Donath Kontakt mit dem kambrischen Granodiorit von Dohna (etwa 535 Millionen Jahre alt).[4][5]

Zwischen diesen befindet sich eine Senke, in der Kreischa liegt, das Kreischaer Becken. Es handelt sich um einen Teil der Döhlener Senke mit Gesteinen aus dem Rotliegend.
In Dresden wird der Bach südlich von Großzschachwitz von einem alten Elbarm aufgenommen, dem er bis an die Gemarkungsgrenze Laubegast folgt. Hier durchbricht er mit einer fast rechtwinkligen Biegung seines Verlaufs am ehemaligen Sägewerk eine Quartär-Aufschüttung genau an der Grenze zwischen Elbschottern und pleistozänen Sanden. Nach wenigen Metern fließt er zwischen den Dresdner Stadtteilen Laubegast und Kleinzschachwitz in die Elbe.
Im Hochwasserfall speist der Lockwitzbach den Niedersedlitzer Flutgraben, der mit dem westlicheren Geberbach bei Tolkewitz in die Elbe mündet.

### Alte Flussverläufe
Zur Zeit des Altpleistozäns und der frühen Elster-Kaltzeit (1,8 bis etwa 0,38 mya) bildete der Lockwitzbach zusammen mit der Bahre, Seidewitz, Müglitz, Roten und Wilden Weißeritz, Triebisch sowie der Freiberger Mulde den Vereinigten Osterzgebirgsfluss, dessen Spuren als Relikte von Mischschottern bei Diera und Naundörfel noch erhalten sind. Seine Elbmündung lag bei Althirschstein.
Alte Schotterterrassen bei Kleinluga belegen, dass der Lockwitzbach zeitweilig auch in östlicher Richtung abgedrängt worden war. In der eiszeitlichen Periode schüttete er einen mächtigen Schwemmfächer aus Geröllen im Elbtal auf. Die Sande in seinem Mündungsbereich werden heute als rechtselbische Einspülungen (Sander) der Schmelzwässer während der Saale-Eiszeit angesehen.

## Ehemalige Mühlen

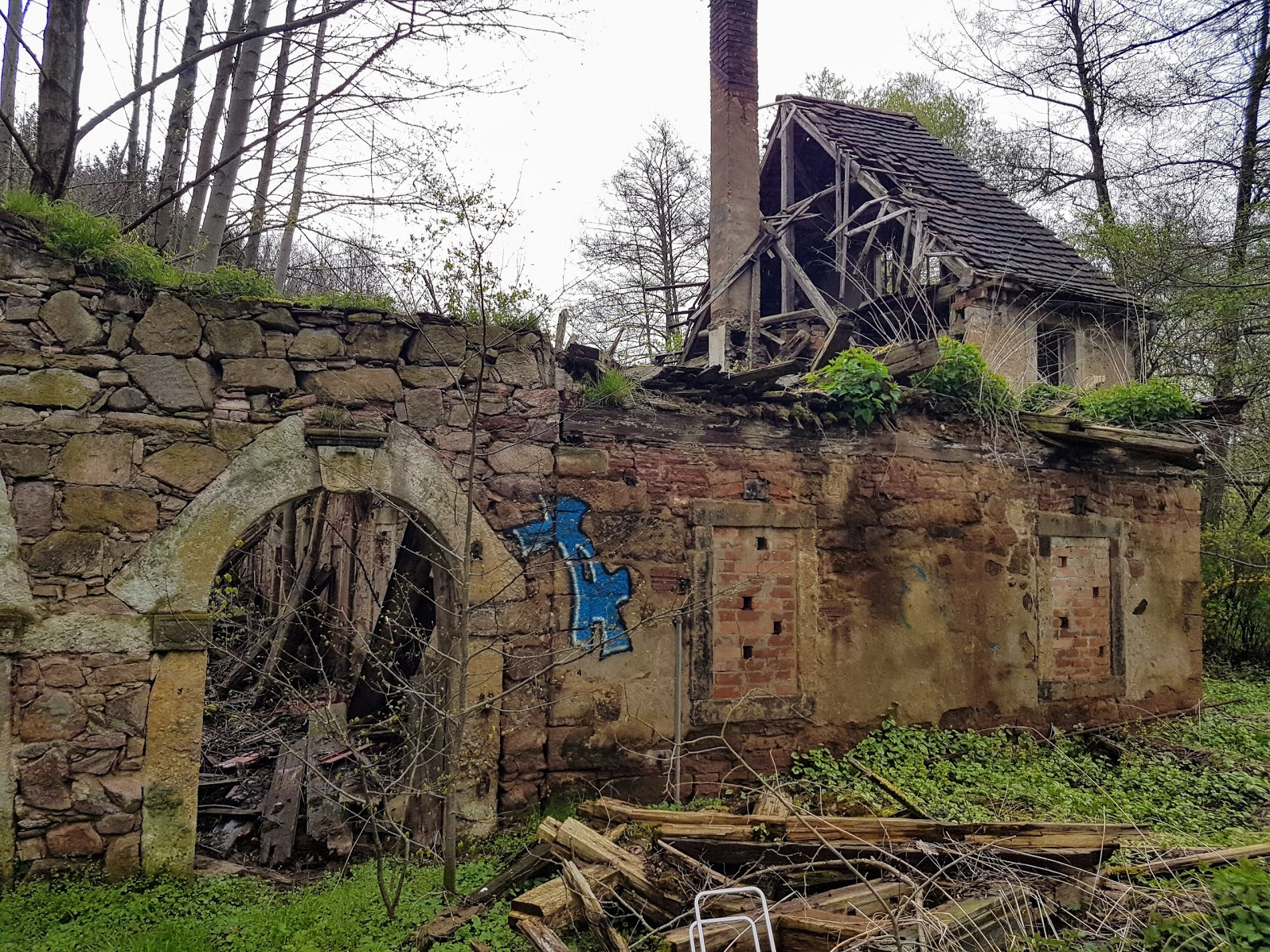
Hauswaldmühle in Kreischa

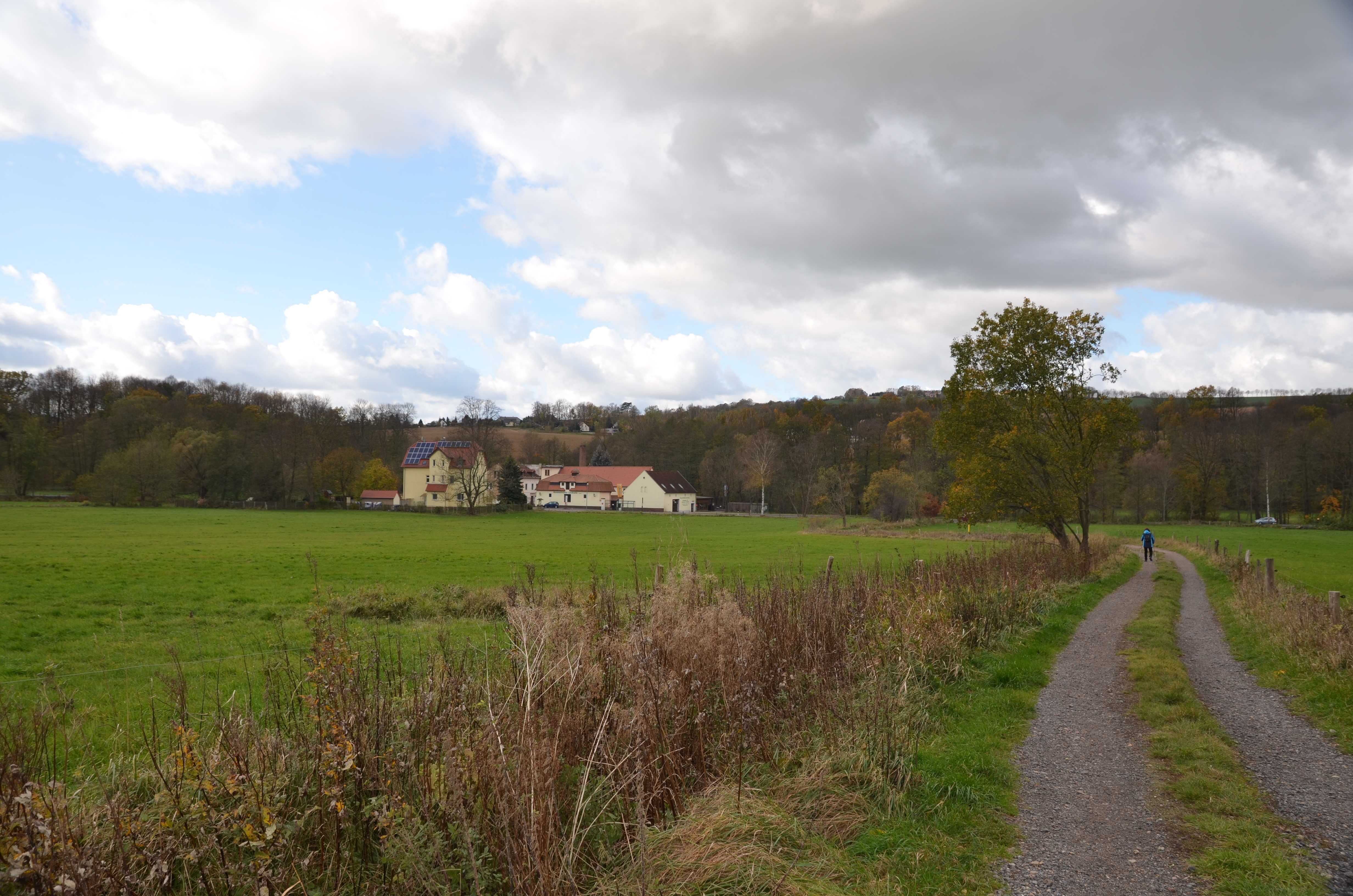
Gebäudekomplex der Hummelmühle, Blick aus östlicher Richtung auf das Lockwitztal

Viele Mühlen existieren nicht mehr, einige sind umgebaut und dienen anderen Zwecken.
Am Lockwitzbach:
- Ufermühle in KreischaObere Mühle Niederfrauendorf

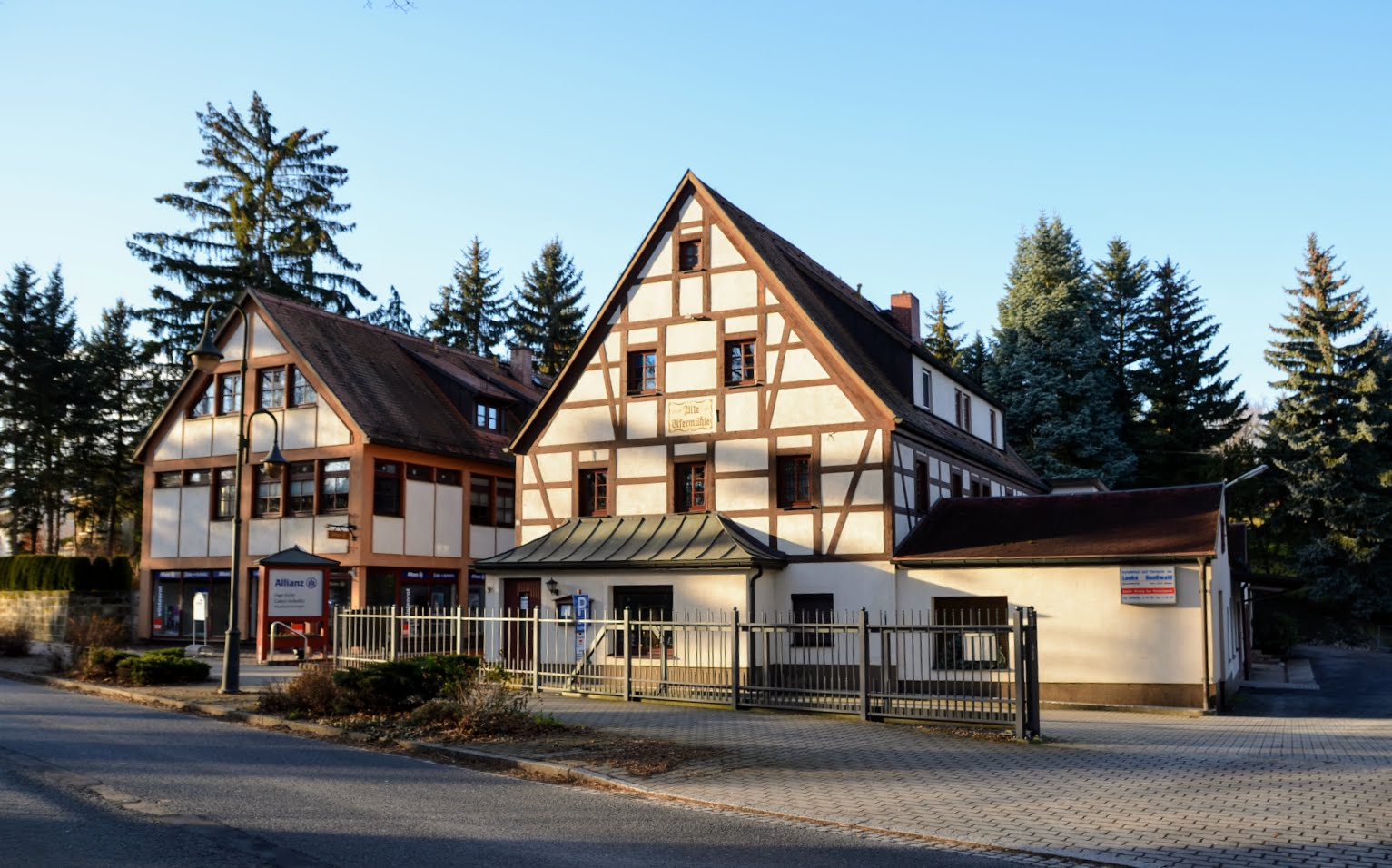
Ufermühle in Kreischa

- Mittlere Mühle (auch Richtersmühle) Niederfrauendorf
- Niedere Mühle Niederfrauendorf
- Obermühle Reinhardtsgrimma
- Mittelmühle Reinhardtsgrimma
- Schlossmühle Reinhardtsgrimma
- Brettmühle (Niedermühle) Reinhardtsgrimma
- Hirschbachmühle Reinhardtsgrimma

Der Standort der Hirschbachmühle wurde vermutlich bereits im frühen 16. Jahrhundert als solcher genutzt. Im Jahre 1651 wurde eine Sägemühle errichtet. Zwischenzeitlich befand sich die Mühle im Besitz von August dem Starken (1670–1733), der sie für 16000 Meißnische Gulden erworben hatte. Seit dem 19. Jahrhundert dient die Mühle als Gasthof. Spätere Betreiber warben damit, dass einst Robert und Clara Schumann sowie in jüngerer Zeit der berühmte Tenor Peter Schreier zu seinem Gästen zählten.
- Teufelsmühle (Mahlmühle des Hausdorfer Ritterguts)
- Lungkwitzer Mühle, Lungkwitz
- Brandmühle Kautzsch
- Hummelmühle Sobrigau
- Lobeckmühle Sobrigau (Leinölmühle, später als Werk „Lockwitzgrund“ Teil der Schokoladenfabrik Otto Rüger – „Obere Fabrik“)
- Schmidtsmühle Lockwitz (später Papierfabrik)
- Kakaomühle Lockwitz (auch Hintermühle, Teil der Schokoladenfabrik Otto Rüger – „Untere Fabrik“)
- Obermühle Lockwitz (später Dampfmühle Blischke)
- Hänichenmühle (Mittelmühle) Lockwitz
- Niedermühle Lockwitz
- Dankelmannmühle in Niedersedlitz
- Alte Mühle in Großzschachwitz
- Papiermühle (später Mälzerei) in Kleinzschachwitz
- Sägemühle Spalteholz in Laubegast

Am Quohrener Bach:
- Grimmsmühle in Quohren bei Kreischa
- Obermühle in Quohren
- Königsmühle (Hintermühle) in Quohren
- Mittelmühle Kreischa
- Schenkmühle Kreischa
- Ufermühle (Niedermühle) Kreischa

Am Possendorfer Bach:
- Zscheckwitzmühle (Zscheckwitz bei Kreischa)
- Hauswaldmühle Kreischa

## Nachbarflüsse

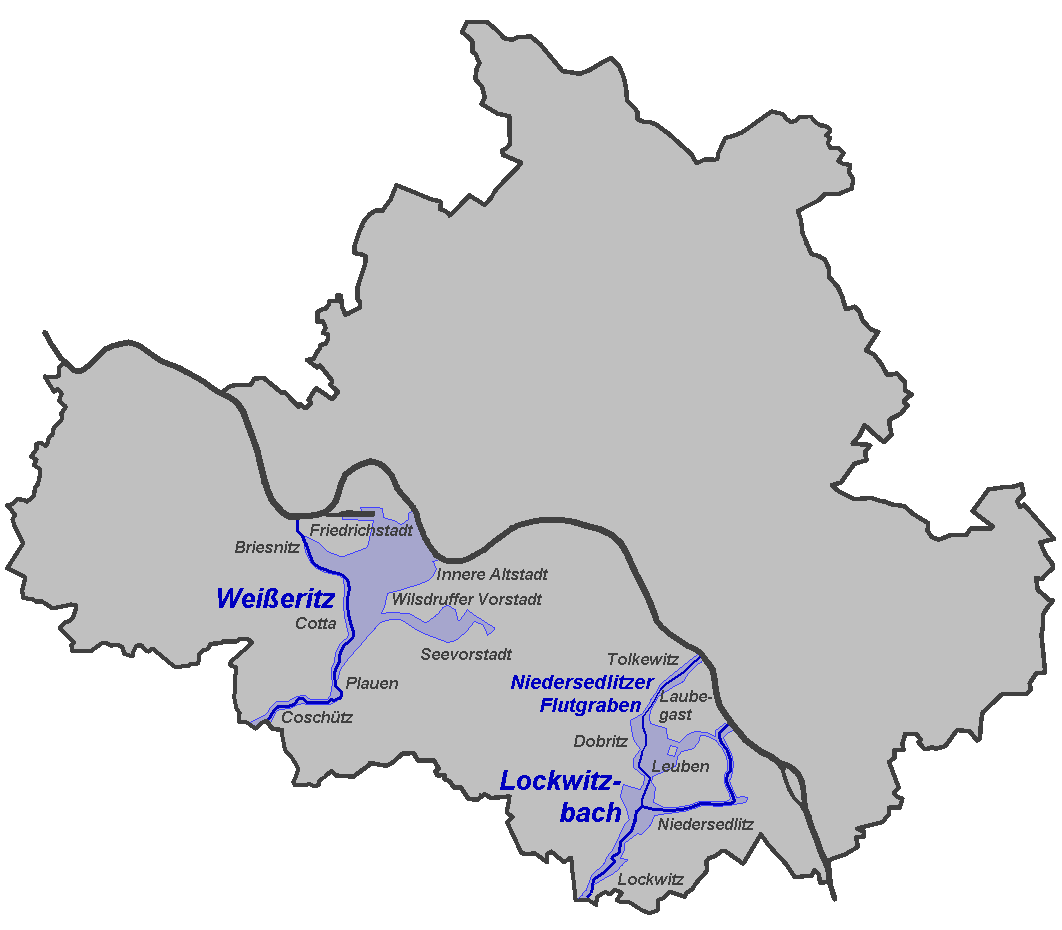
Überschwemmungsgebiet des Lockwitzbachs innerhalb Dresdens.

- südwestlich: Oelsabach → Rote Weißeritz → Weißeritz → Elbe
- nordwestlich: Geberbach → Niedersedlitzer Flutgraben → Elbe
- östlich: Müglitz → Elbe

## Hochwasser
Oberhalb von Reinhardtsgrimma wird der Lockwitzbach bei Hochwasser im Hochwasserrückhaltebecken Reinhardtsgrimma aufgestaut.
Im Stadtgebiet von Dresden bildet er für zahlreiche Stadtteile im Südosten ein potentielles Hochwasserrisiko. Im Rahmen des Hochwasserschutzes in Dresden gibt es Forderungen zum Bau eines weiteren Rückhaltebeckens zwischen Kreischa und Dresden.

## Galerie

Der Lockwitzbach
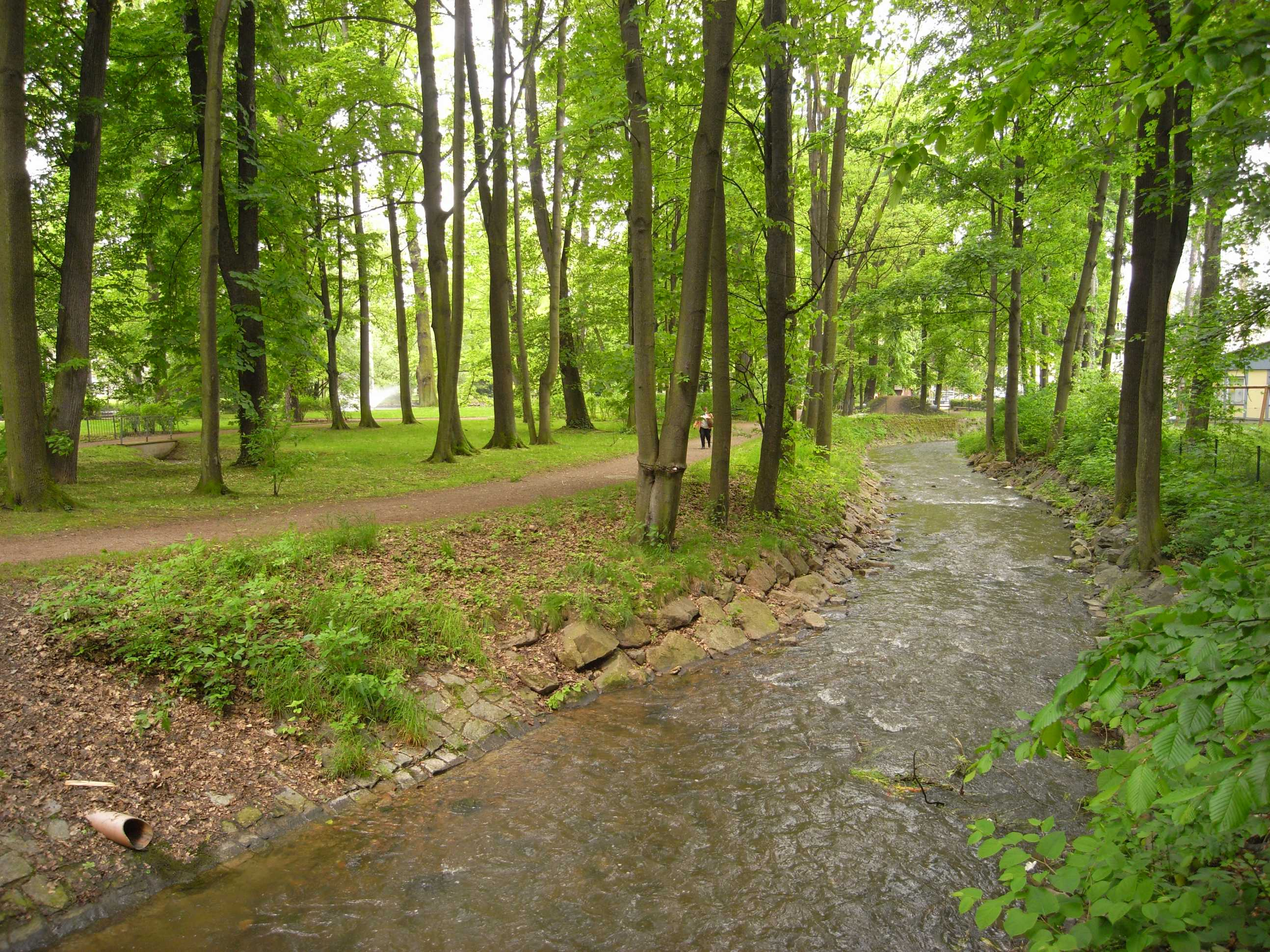
Als eingebundener Wasserlauf im Kurpark Kreischa
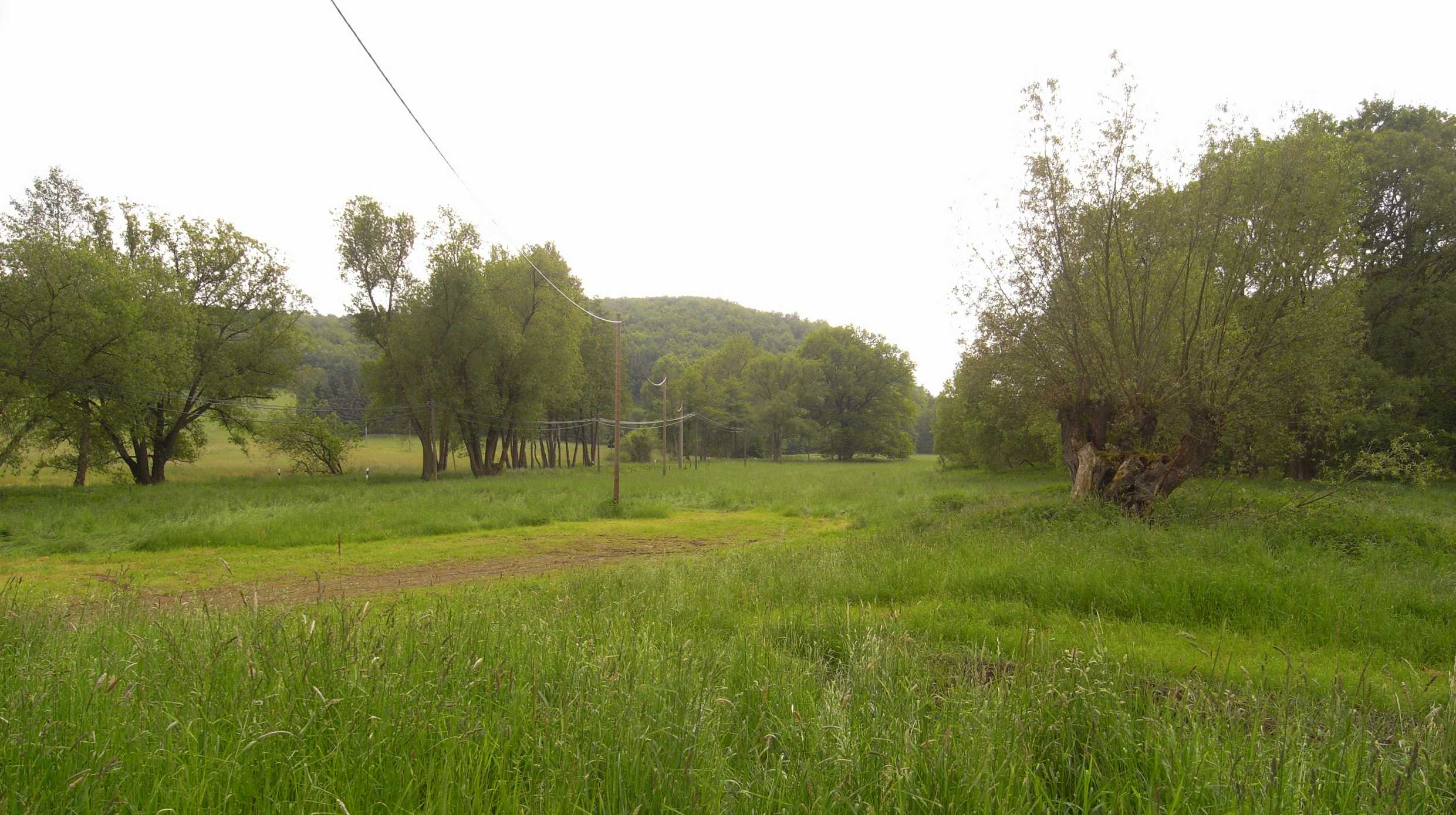
Das Lockwitzbachtal an der Hummelmühle
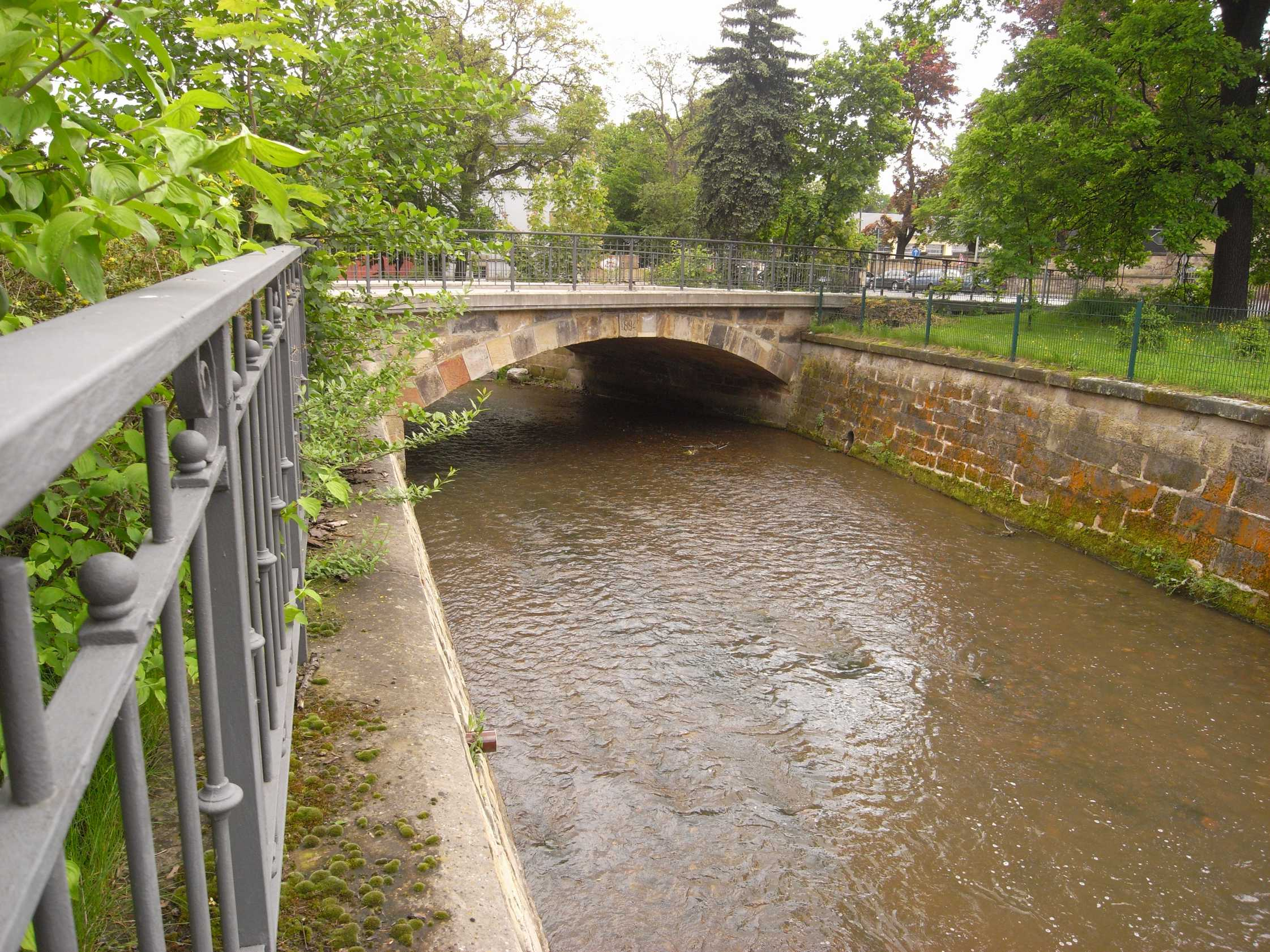
Die Straßenbrücke in Dresden-Lockwitz
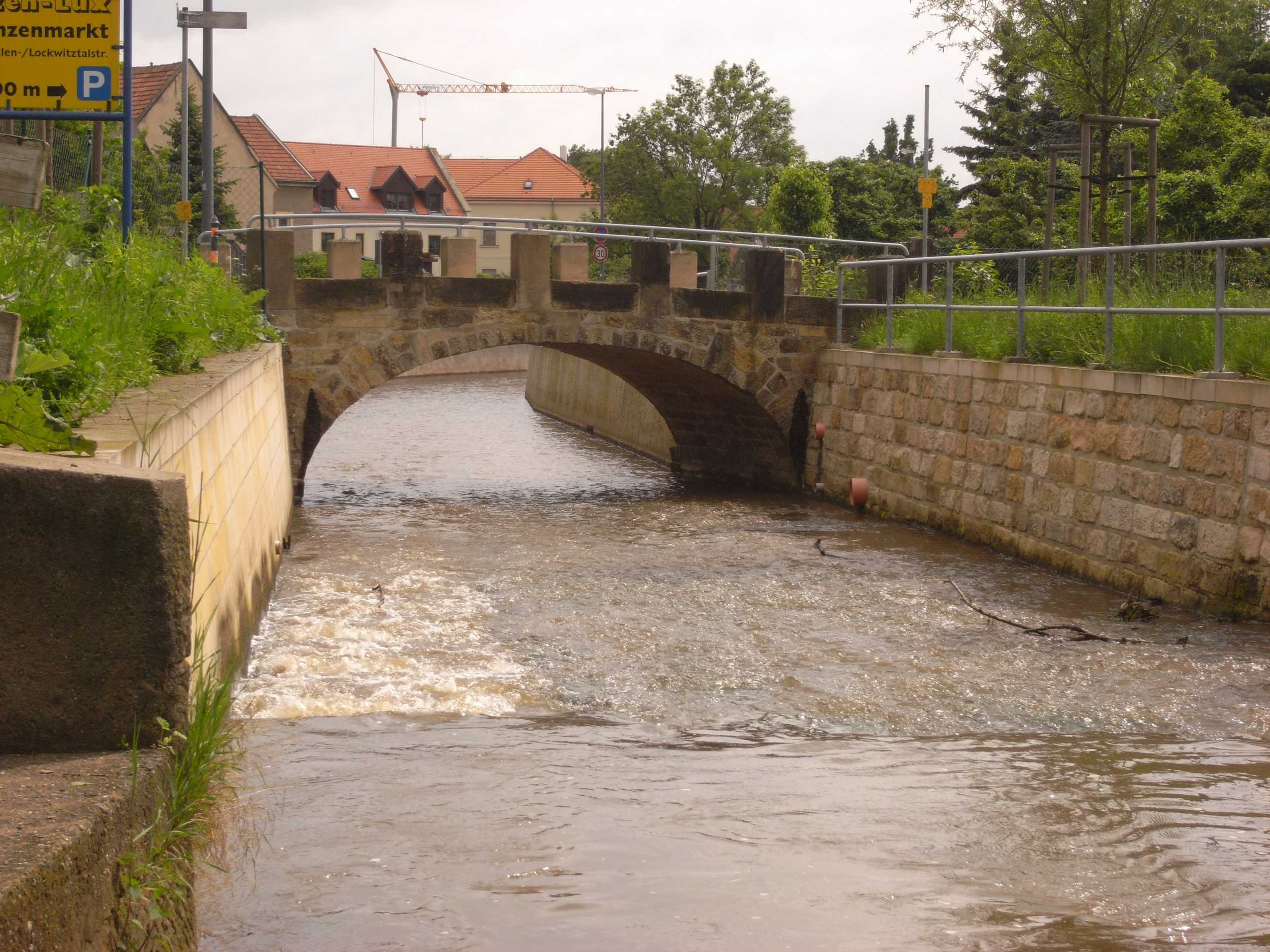
Gefasster Verlauf in Dresden-Niedersedlitz, links der Niedersedlitzer Flutgraben
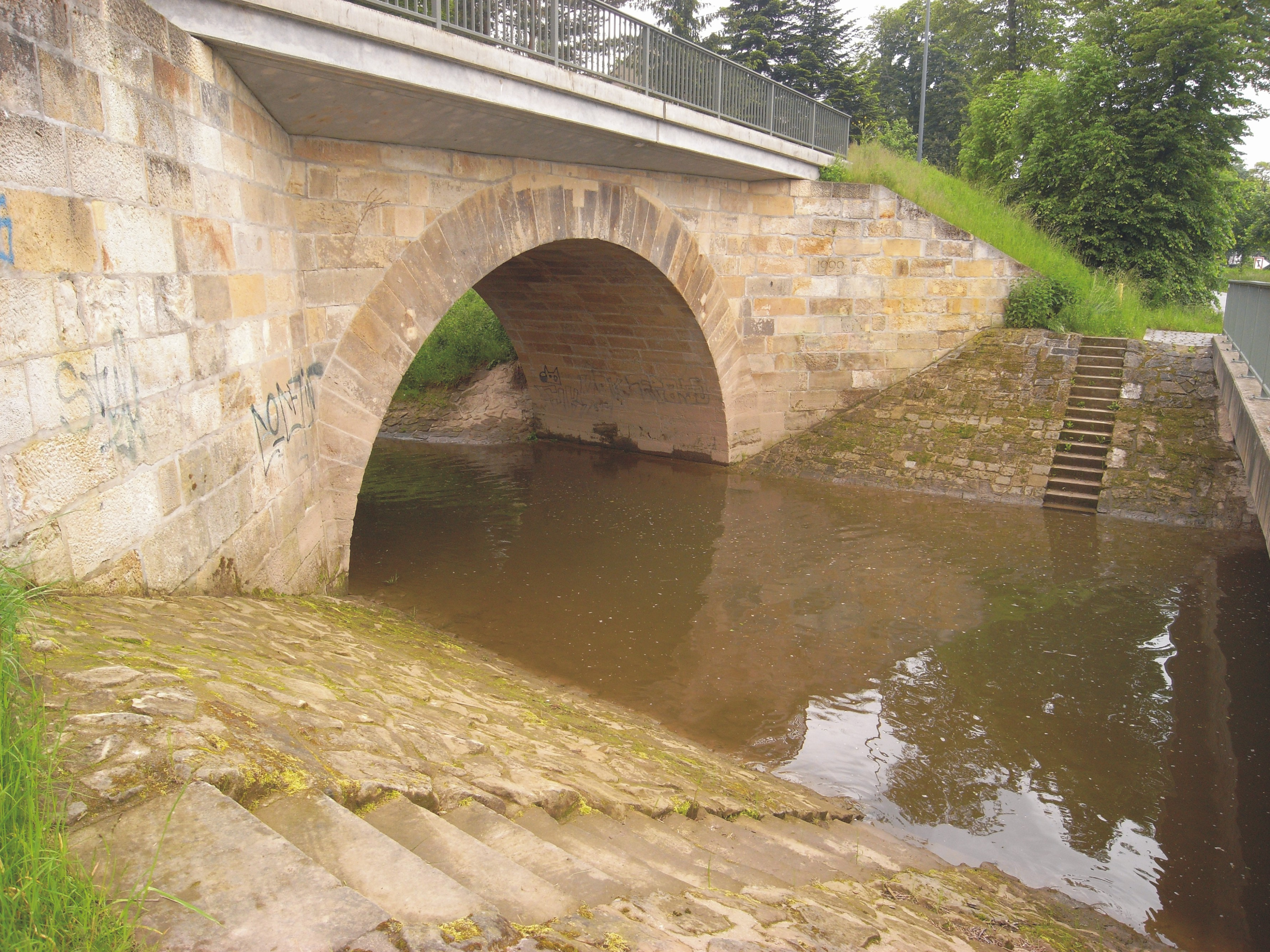
Letzte Straßenbrücke an der Mündung in die Elbe